# Franco Sacchetti
Franco Sacchetti (Ragusa di Dalmazia, 1332 – San Miniato, 1400) è stato un letterato italiano.
Visse principalmente nella Firenze del XIV secolo. È oggi ricordato soprattutto per la sua raccolta Trecentonovelle.

## Biografia
Franco Sacchetti nacque a Ragusa di Dalmazia, oggi Dubrovnik, allora dominio veneziano, nel 1332 da Benci del Buono Sacchetti, mercante fiorentino, e Maria figlia di Francesco, speziale veneziano in società con Benci. Esercitò fin da giovane la mercatura costituendo una società insieme ad Antonio Sacchetti e Antonio Corradi durata fino al 1354.
Dante collocò la famiglia Sacchetti tra quelle il cui stato era già grande nella Firenze del secolo XII attraverso le parole di Cacciaguida nel XVI canto del Paradiso:
"Grand’era già la colonna del Vaio,
Sacchetti, Giuochi, Fifanti e Barucci
e Galli e quei ch’arrossan per lo staio."
Durante la giovinezza Sacchetti ricevette una buona educazione domestica, pur senza avere l'opportunità di continuare gli studi[2]. Visse in un periodo in cui la fioritura letteraria in volgare stava per finire per l'assenza di opere considerate grandi capolavori. Tutto il secolo che va dalla morte del Boccaccio (1375) alle Stanze di Poliziano (1475) venne definito, parafrasando la formula del Croce, “secolo senza poesia”.
I limiti della sua educazione culturale impedirono a Sacchetti di vedere che quella crisi era dovuta al sorgere dell'Umanesimo e della società ad esso legata. Tutta la sua produzione poetica tende a ripercorrere modelli letterari precedenti. Negli anni fra il '52 e il '54 compose la sua prima opera letteraria, La battaglia delle belle donne di Firenze con le vecchie, poemetto in ottave che rielabora in quattro cantari motivi boccacceschi. Sposò il 15 gennaio 1354 Maria Felice del fu Niccolò Strozzi, che gli diede una dote di 500 fiorini: con Giovanni Strozzi che sposava sua sorella, probabilmente questo doppio accordo matrimoniale portò alla composizione del pometto: La battaglia delle belle donne, scritto in lode a Costanza Strozzi, composto da numerosi elementi che riconducono alla scrittura di Dante e Petrarca e tramandata solo tramite due manoscritti quattrocenteschi.
Le scarse fonti documentarie sulla vita di Franco Sacchetti impediscono una ricostruzione completa della sua vita, ed è pertanto necessario affidarsi alle notizie che l'autore dà su di sé nelle proprie opere per colmare alcune lacune. Il Trecentonovelle rappresenta appunto una notevole fonte di informazioni. Sappiamo che la novella CLXXX è ambientata nel 1360 e narra della rivalità tra Ubaldini e Medici, mentre la novella CCXXII nel 1361 fa riferimento all’accordo fraudolento fra Ricciardo Manfredi signore di Bagnacavallo e il cardinale Egidio di Albornoz. Sembrerebbe che proprio durante questo periodo il Sacchetti abbia compiuto diversi viaggi in Schiavonia, per risolvere questioni economiche lasciate dal defunto padre.
Lo stesso Sacchetti, in una lettera destinata ad Astorre Manfredi del 15 aprile 1397, scrive della sua carriera politica che iniziò nel 1363 quando fu nominato rector di Monte Voltraio; nell’aprile del 1366 fu fatto castellano di Avena e nell’anno successivo fu podestà di Mangona nel Valdarno inferiore. Tutto ciò che sappiamo del periodo successivo su Sacchetti è solo ciò che possiamo recuperare dalle sue opere. I sonetti CXXXVII-CXXXVIII auspicano la riconquista di San Miniato: il comune, preda di una sollevazione capeggiata da Filippo Borromeo, fu assediato dalle truppe fiorentine che lo recuperarono nel 1370.
Le canzoni composte nel 1374 in memoria di Francesco Petrarca e l’anno successivo per la morte di Giovanni Boccaccio mostrano il debito intellettuale che Sacchetti sentiva nei confronti dei due grandi autori.
Nel Trecentonovelle, in particolare nelle novelle XXXVIII e CIV, l'autore ricorda di essersi recato a Bologna (probabilmente nel 1376) come ambasciatore del popolo fiorentino nel contesto della Guerra degli Otto Santi. Nel 1377 perse la moglie, mentre nel 1378 dovette attraversare un periodo di instabilità politica dovuta al tumulto dei Ciompi. Fu mandato ambasciatore «in diversi paesi pericolosi»[3] nel 1381, e poi l'anno successivo presso Bernabò Visconti. Fu membro degli Otto di Balìa nel 1383, priore nel 1384 e podestà di Bibbiena nel 1385 e di Faenza nel 1396. Nel 1390 dovette trovarsi a Firenze per conoscere Ferrantino degli Argenti, esecutore di giustizia a Firenze nel 1389[4]. Nel 1392 fu podestà di San Miniato. Nel 1396 morì la sua seconda moglie, ma per le difficoltà economiche si sposò successivamente con Giovanna di Francesco di ser Santi Bruni ricevendo una dote di settecento fiorini d’oro. Nel 1397 doveva trovarsi a Firenze se effettivamente assistette, come racconta nella novella CCXXI, all'arrivo in città di Ilario Doria. Quell'anno Sacchetti dovette affrontare diverse disavventure: fu derubato da due suoi servitori e le truppe mercenarie di Alberigo da Barbiano misero a ferro e fuoco i suoi possedimenti a Marignolle. Fu poi podestà di Portico di Romagna (1398-99), dove ebbe l'opportunità di riallacciare i rapporti con i potenti signori di quelle terre, gli Alidosi di Imola, come testimonia egli stesso nelle sue opere. Fu infine podestà di San Miniato, dove probabilmente portò a termine la stesura del Trecentonovelle. Morì tra il 1400 e il 1404 forse di peste.
Con i 49 capitoli delle Sposizioni dei Vangeli (1378-1381), opera scritta in un periodo di lutti familiari e di gravi incertezze politiche (la morte della moglie nel '77 e il tumulto dei Ciompi nel '78), il Sacchetti si aprì alla prosa, nuova forma espressiva che raggiunse gli esiti più alti con il Trecentonovelle, conservato nel Codice Magliabechiano VI 112, alla Biblioteca Nazionale Centrale di Firenze, e nel Codice Laurenziano XLII 12, alla Biblioteca Medicea Laurenziana. La raccolta, piuttosto danneggiata e mutila, fu data alle stampe da Antonio Maria Biscioni a cura di Giovanni Gaetano Bottari nel 1726, con falsa data 1724. La raccolta, che quasi certamente fu progettata dal Sacchetti durante il suo incarico di priore nel 1385 a Bibbiena, fu iniziata probabilmente agli inizi del 1392 durante il podestariato a San Miniato, per essere sviluppata successivamente fino alla morte dell'autore. L'opera contiene, così come è stata serbata, duecentoventidue novelle, alcune delle quali mutile o frammentarie.

## Percorso letterario

### La battaglia delle belle donne di Firenze con le vecchie(ante 1354)
Rappresenta un’opera minore, scritta in giovane età dal Sacchetti, risalente al 1352. Il pometto risulta interessante da diversi punti di vista, sia nella storia della cultura che in quella della poesia. In quest’opera ci sono degli spunti ripresi da un caro amico dell’autore, Antonio Pucci il quale aveva scritto un sirventese “per ricordo delle belle donne ch’erano in Firenze nel 1335”.  La raccolta delle belle donne nella Battaglia è divisa in quattro cantari di ottave, tra il primo e il secondo cantare, nel mezzo, vi è l’episodio dell’uccisione della vecchia Ogliante. Un altro elemento simile è la conclusione: nella Battaglia vi è un evento miracoloso, la resurrezione di Elena Strozzi così come nella Caccia le donne offrono in sacrificio a Venere le prede uccise e ognuna si trasforma in un amante. Vengono descritte tutte le donne, non esiste un testo così coevo, una rassegna così vasta, soprattutto si nota una particolare attenzione ad ogni singola fanciulla. Nell’opera vengono utilizzati molti diminutivi e vezzeggiativi, il Sacchetti si attarda a dipingere accuratamente le variopinte insegne e le rutilanti armature dell’esercito delle belle donne; ne risulta un quadro simmetrico a quello dell’armata di Cupido, eseguito anch’esso con una speciale attenzione negli effetti luminosi.

### Il Libro delle rime
Il titolo del Libro delle rime, deriva da un’annotazione sul recto della seconda carta del manoscritto autografo, il famoso Laurenziano Ashburnhamiano 547, di seguito riportiamo solo la parte iniziale:
"a dì 9 di novembre 1439. / Questo libro co(m)pose Franco di Benci Sacchetti e chiamasi libro delle rime, il quale co(n)tine i(n) sé più cose, e massimamente chanzone mor(ali), / chanzone distese, sonetti, ballate, madriali, lettere, pìstole, chapitoli, addornati di begni notabili e belle sentenzie co(n) bel parlare."
Non abbiamo una data precisa che risale all’inizio della composizione del Libro, da parte di Sacchetti, perché aggiunge alle rime giovanili le nuove che compone man mano, lasciando degli spazi da riempire successivamente con componimenti già progettati ma non ancora elaborati. Possiamo collocarlo vicino al 1370, ma secondo molti studiosi possiamo spostarla in avanti di almeno un decennio. Cominciò a comporre nel '63 cacce, madrigali e ballate che poi raccolse nel suo Il Libro delle rime, aggiungendovi quei componimenti di ispirazione morale o civile che scrisse nell'età matura e nella vecchiaia. L'opera è ordinata secondo una successione rigidamente cronologica: sono trattate in maniera convenzionale la tematica moralistica, quella amorosa, la produzione per musica, la società e i signori del tempo (come ad esempio la famiglia di Alessandro dell'Antella) mentre significative sono alcune sperimentazioni comiche che a volte anticipano felicemente il nonsense burchiellesco, in linea con l'altra opera attribuita a Sacchetti: il Pataffio. Nel Libro ogni componimento poetico è presentato da una didascalia che andando avanti con le pagine, diventa più ampia e vengono trascritte anche lettere in latino e in volgare, più che altro queste lettere successivamente diventano le poesie stesse. C’è un grande intreccio tra quest’opera e il Trecentonovelle, per le situazioni e gli spunti che crea il poeta, sembrano scaturite meccanicamente quasi per una memoria involontaria, è evidente anche l’uso degli stessi vocaboli nelle varie opere.

### Sposizioni dei Vangeli(1378-1381)
Il poeta affronta problemi di moralità pratica e quotidiana che la vita gli propone, questo componimento è stato tramandato da un manoscritto autografo, che rende il testo linguisticamente autorevole. Possiamo considerare le Sposizioni dei Vangeli un esempio della nascita della letteratura moraleggiante, che rappresenta la cultura Toscana proprio alla fine del XIV secolo. L'opera è formata da quarantanove capitoli, ognuno è dedicato all’esposizione ed al commento dei Vangeli e di altre opere che venivano lette durante le messe quaresimali o pasquali. Ogni esposizione segue uno schema ben preciso: la quaestio, spiega l’argomento che viene trattato; nell'exemplum, l’argomento viene semplificato e raccontato tramite un racconto storico o una novella breve; l'absolutio, rappresenta la conclusione morale di ciò che è stato raccontato in precedenza.Come data di riferimento abbiamo il 12 ottobre del 1370, che risale alla morte del caro amico al quale il poeta dedica un sonetto, e da questa indicazione cronologica possiamo dedurre che Sacchetti ha composto quest’opera in età giovanile e non durante la vecchiaia. Le Sposizioni dei Vangeli sono scritte con una vera e propria fede, all’inizio vi era solo una bozza e spesso il poeta ritornava a correggere e ad aggiungere nuove parti cercando di creare una forma unitaria a questi appunti. Dopo le Sposizioni del XVIII Vangelo le successive aggiunte iniziarono a scarseggiare e aumentavano i vuoti, questo fa supporre che il Sacchetti ad un certo punto si sia fermato nel correggere, forse sfiduciato dal risultato ottenuto o impegnato nello scrivere altro.

### Il Trecentonovelle
Il Trecentonovelle è una raccolta di novelle conservateci incompleta, che include una serie di scritti di Franco Sacchetti composti nell’ultimo decennio della sua vita, a S. Miniato. Molto probabilmente l’opera è rimasta incompiuta rispetto al progetto iniziale partendo dal titolo, non era destinata ad essere pubblicata ma era un intrattenimento per una cerchia ristretta di parenti e amici. È possibile trovarla nel manoscritto del Codice Magliabechiano VI, 112 nella Biblioteca Nazionale Centrale di Firenze e nel Codice Laurenziano XLII, 12. Nel 2004, Michelangelo Zaccarello ha pubblicato un’edizione critica da titolo “Le Trecentonovelle”, basata su un codice da lui studiato nella biblioteca del Wadham College di Oxford. La raccolta si apre con un proemio, in cui Sacchetti seguendo il modello di Boccaccio unisce varie novelle e in alcune è lui stesso il protagonista. Vi è uno spiccato senso moralistico da parte dell’autore, le novelle sono quasi tutte ambientate a Firenze, narrano del potere nelle mani del signore o del comune toscano sulla base di scherzi vengono raccontate le avventure dei giullari di professione e dei burlatori d’occasione. Alcune novelle sono dedicate a personaggi famosi del tempo come Bernabò Visconti, Guglielmo di Castelbarco, Martino della Scala, Ludovico Gonzaga e un intero ciclo al giullare Dolcibene de' Tori. Alla fine di ogni novella vi è riportata la moralisatio, dove l’autore biasima l’avarizia e l’ipocrisia, critica il clero i magistrati corrotti e le donne piene di vanità per mettere in risalto l'onestà, l'intelligenza e l'umorismo. L’opera segue il modello boccacciano in particolar modo prende spunto dal Decameron, ma anche dalla tradizione orale del popolo. È scritta in una lingua che risente di dialettismi, parole del gergo, modi della lingua parlata e con rilevante libertà di carattere sintattico. Possiamo considerare quest’opera come una fonte storica per gli argomenti trattati proprio sulla società dell’epoca bassomedievale, l’autore ci fornisce degli elementi sui costumi e gli usi del tempo. Gli aspetti fisiologici, economici, sociali, religiosi e psicologici sono legati tra loro e dietro ogni novella vi sono profondi significati culturali e simbolici. I personaggi descritti da Sacchetti, sono quasi sempre impegnati a svolgere le loro attività produttive, con i loro gesti e le loro abitudini, creano un paradigma degno di nota per approfondire anche la storia dell'alimentazione. Il Trecentonovelle ci offre l'immagine di una società dove l'attività economica dominante resta l'agricoltura e dove la maggior parte degli abitanti sono contadini o artigiani. La composizione del Trecentonovelle occupa oltre un decennio della vita del Sacchetti e ne impegna visibilmente tutte le facoltà artistiche.
L'opera esordisce con un proemio nel quale l'autore dichiara i suoi intenti: secondo il modello del Boccaccio, il Sacchetti raccoglie tutte le novelle dalle antiche alle moderne, oltre ad alcune in cui egli stesso fu protagonista. Il testo, che è costruito sul tipo dell'exemplum, si rifà al Decameron ma anche alla tradizione orale del popolo, ed è scritto in una lingua che risente di dialettismi, parole del gergo, modi della lingua parlata e con notevoli libertà di carattere sintattico. Si ricava pertanto dall'opera la predisposizione all'autobiografia e un marcato senso moralistico, che viene spiegato dall'autore stesso quando dichiara di voler prendere a modello Dante “che quando avea a trattare di virtù e lode altrui, parlava egli, e quando avea a dire è vizi e biasimare altrui, lo facea dire agli spiriti”.
Vi è da dire, che per quanto il Sacchetti riprenda più o meno apertamente i motivi boccacceschi, il suo stile si stacca notevolmente dall'arte del narrare tipico di quest'ultimo, fino a dar vita ad un'opera per molti versi completamente differente dal Decameron. Le novelle infatti non sono incluse in una “cornice narrativa”, ma si dipanano liberamente senza seguire alcun progetto unitario di contenuto. Sacchetti si rifà piuttosto alla tradizione duecentesca della raccolta disorganica di tipo arcaico, mostrando uno spiccato gusto per la narrazione aneddotica, comica e realistica (si ricordi almeno la Novella del Grasso legnaiuolo).
Le novelle, quasi tutte di ambientazione fiorentina, trattano del potere del signore o del comune, del tema della burla, e raccontano le avventure di giullari di professione o di burlatori d'occasione. Proprio in questo contesto assume particolare rilievo il genere comico della beffa, che rimarrà vitale nella cultura popolare fiorentina anche per tutto il secolo successivo. Alcune novelle sono dedicate ad illustri personaggi dell'epoca, come Bernabò Visconti, Guglielmo di Castelbarco, Mastino II della Scala, Ludovico Gonzaga e un intero ciclo al giullare Dolcibene. Quasi tutte le novelle riportano in conclusione la cosiddetta moralizatio, dove l'autore rimprovera l'avarizia e l'ipocrisia, condanna il clero, i magistrati corrotti e le donne tronfie per mettere in risalto l'onestà, l'intelligenza e l'umorismo. L'autore nei confronti delle donne nutre una vera e propria diffidenza (le presenta sempre in cattiva luce: la donna per il Sacchetti vale solo se ha utili funzioni economiche e familiari).
La grande innovazione del Sacchetti consiste nel proporsi come narratore delle proprie novelle, assottigliando la distanza fino allora esistente tra narratore e destinatario. Egli pertanto conduce il racconto in un contesto più ristretto di vita municipale, narrando le storie di personaggi e casi curiosi, di piccole vicende di vita quotidiana, del minuto mondo cittadino. Cosicché, assente qualsiasi disegno complessivo d'insieme, ogni novella ha il sapore del fatto accaduto ed è l'occasione per dedurre dalla realtà non solo un insegnamento morale, ma anche particolari peculiari sulla vita sociale dei personaggi.

### Il Pataffio
Per risalire alla datazione del Pataffio bisogna consultare le sue fonti, che testimoniano l’influenza di Dante e Boccaccio, e datano il testo come posteriore alle loro opere. Soprattutto di Boccaccio sono presenti elementi che ci riconducono al Decameron e al Corbaccio, e spostano in avanti la data di composizione dell’opera fin dopo il 1362-’64. Per scegliere una data dobbiamo ricorrere, dopo il Corbaccio, al documentario esterno: il documento che testimonia la data della scarcerazione di Mannelli. Se è vero che l’opera è stata “copiata” mentre era in prigione, non può essere datata dopo il 1390. Possiamo affermare che l’opera è stata scritta tra il 1365 e il 1390. Il poeta inserisce sia il salmo della prima domenica di Pasqua in albis, che la sublime letterarietà della terzina dantesca, il tutto ribaltato dallo squasimodeo boccacciano. Per disorientare il lettore usa il tu al secondo verso, per evitare quindi di cedere a questo smarrimento bisogna restare saldamente aggrappati a ciò che sappiamo, l’intertestualità: Dante e Boccaccio possono illuminare le “sacre tenebre” del Pataffio. Sulla trama ci sono dei dubbi ma possiamo sintetizzarla così: il Pataffio ha problemi di ristrettezze economiche a causa di una sprovvedutezza, che lo conducono a trascurare la famiglia (il motivo dei soldi, della famiglia nemica ecc.); e contemporaneamente si appoggia economicamente al fratello, che sarebbe l’antagonista. Non riuscendo a coprire i debiti viene mandato in galera, e in secondo momento vi è un’aggressione alla quale cerca di scappare ma viene acciuffato e vinto: di fatto il creditore gli seduce la moglie, consenziente (il cotè erotico e pornografico), e alle sue lamentele oppone l’uso della violenza (da cui pure l’elemento omosessuale). Al Pataffio non resta che un risarcimento nello sfogo verbale folleggiante nell’ultimo capitolo.

## Edizioni delle opere
- F. Sacchetti, La battaglia delle belle donne di Firenze con le vecchie, a cura di Sara Esposito, Roma, Zauli, 1996.
- Die Novellen des Franco Sacchetti, Bürgers von Florenz (= Perlen älterer romanischer Prosa, vol 2). Übersetzt von Hanns Floerke. Müller, München 1907.
- Franco Sacchetti, Il Trecentonovelle, a cura di Antonio Lanza, Firenze, Sansoni, 1984 è ancora l'edizione commentata di riferimento, nonostante gli altri due tentativi: V. Marucci, Salerno, 1996, M. Zaccarello, Sismel, 2014.
- Franco Sacchetti, Il libro delle rime, a cura di Franca Ageno, Firenze, Olschki-University of Western Australia Press, 1990.
- Franco Sacchetti, Il Pataffio, edizione critica a cura di Federico Della Corte, Commissione per i testi di lingua, Bologna, 2005 (con ricca premessa). L'attribuzione (discussa nel saggio Per una attribuzione del Pataffio a Franco Sacchetti, "Filologia e critica" I, 2003, pp. 41-69). Si tratta dell'unica attribuzione nel panorama delle attribuzioni di opere anonime letteratura italiana accettata senza alcun dubbio: vedi ad es. P. Stoppelli "Filologia della letteratura italiana", Roma, Carocci, 2008 ("sembra risolta positivamente con l'attribuzione a Franco Sacchetti la questione del Pataffio, un testo dei primi secoli di grande invenzione linguistica" p. 172); M. Zaccarello,  L'edizione critica dei testi letterari", Firenze, Le Monnier, 2017.